# Paczuski Duże
Paczuski Duże – wieś w Polsce położona w województwie mazowieckim, w powiecie sokołowskim, w gminie Bielany. Ma status sołectwa.
| SIMC    | Nazwa         | Rodzaj    |
| ------- | ------------- | --------- |
| 0668420 | Paczuski Małe | część wsi |

W latach 1975–1998 miejscowość administracyjnie należała do województwa siedleckiego. Liczba ludności wynosi ok. 150 osób. Paczuski są położone nad malowniczym zmodernizowanym kilka lat temu zbiornikiem wodnym, tworzącym Centrum Edukacji Ekologicznej.
W 1936 roku w Paczuskach utworzono Ochotniczą Straż Pożarną, która mimo wielu trudności, czasu wojny i zawirowań politycznych, wspierana siłą lokalnej społeczności oraz sympatią władz, przetrwała i rozwija się do dziś.
Większość powierzchni tych terenów stanowią grunty rolne oraz tereny leśne (prywatne i państwowe). Wieś, dookoła otoczona lasami, jest doskonałym miejscem do wypoczynku. Latem jest tu raj dla grzybiarzy i zbieraczy jagód, a zimą miejsce do uprawiania biegów narciarskich i organizowania kuligów.
W miejscowości od 2015 roku znajduje się pomnik Otto Warpechowskiego (archeologa, opiekuna zabytków powiatu sokołowskiego oraz żołnierza II Armii Wojska Polskiego), który zginął nieopodal tej miejscowości.
Wierni kościoła rzymskokatolickiego należą do parafii Trójcy Przenajświętszej w Rozbitym Kamieniu.